# مالدون، ویکتوریا
مالدون (به انگلیسی: Maldon) یک شهرک در استرالیا است که در ویکتوریا (استرالیا) واقع شده‌است.